# Auquenoglanídids
La família dels auquenoglanídids (Auchenoglanididae) és constituïda per peixos de l'ordre dels siluriformes.

## Gèneres i espècies
- Anaspidoglanis (Teugels, Risch, de Vos & Thys van den Audenaerde, 1991)[1]
  - Anaspidoglanis akiri  (Risch, 1987)
  - Anaspidoglanis boutchangai  (Thys van den Audenaerde, 1965)
  - Anaspidoglanis macrostomus (Pellegrin, 1909)
- Auchenoglanis (Günther, 1865)[2]
  - Auchenoglanis biscutatus  (Geoffroy Saint-Hilaire, 1809)
  - Auchenoglanis occidentalis  (Valenciennes, 1840)
- Liauchenoglanis (Boulenger, 1916)[3]
  - Liauchenoglanis maculatus  (Boulenger, 1916)
- Notoglanidium (Günther, 1903)[4]
  - Notoglanidium maculatum (Boulenger, 1916)
  - Notoglanidium pallidum  (Roberts & Stewart, 1976)
  - Notoglanidium thomasi  (Boulenger, 1916)
  - Notoglanidium walkeri  (Günther, 1903)
- Parauchenoglanis (Boulenger, 1911)[5]
  - Parauchenoglanis ahli  (Holly, 1930)
  - Parauchenoglanis altipinnis  (Boulenger, 1911)
  - Parauchenoglanis balayi  (Sauvage, 1879)
  - Parauchenoglanis buettikoferi  (Popta, 1913)
  - Parauchenoglanis loennbergi  (Fowler, 1958)
  - Parauchenoglanis longiceps  (Boulenger, 1913)
  - Parauchenoglanis monkei (Keilback, 1910)
  - Parauchenoglanis ngamensis  (Boulenger, 1911)
  - Parauchenoglanis pantherinus  (Pellegrin, 1929)
  - Parauchenoglanis punctatus  (Boulenger, 1902)
- Platyglanis (Daget, 1979)[6]
  - Platyglanis depierrei  (Daget, 1979)[7][8]